# 愛德華茲半島
愛德華茲半島（英語：Edwards Peninsula）是南極洲的半島，位於埃爾斯沃思地的瑟斯頓島北岸，處於默菲灣和克特灣之間，長約40公里，在1946年12月由美國海軍拍攝的空中照片繪入地圖，現時由南極條約體系管理。
72°0′S 97°40′W / 72.000°S 97.667°W